# Битка код Слуња (1584)
Битка код Слуња (1584) била је део Аустријско-турског рата.

## Увод

### Хрватска у 16. веку
Након угарског пораза у бици на Мохачу 1526, краљевина Угарска и Хрватска (као њен део) биле су захваћене грађанским ратом због борбе за круну између аустријског надвојводе Фердинанда Хабсбуршког (кога је подржало племство Хрватске и Далмације) и ердељског кнеза Јана Запоље (кога је подржала Славонија), који је 1538. окончан поделом Угарске. За то време, Турци су освојили већи део Славоније и Далмације до линије Вировитица-Чазма-Сисак-Скрадин-Слуњ-Оточац-Карлобаг-Стариград. Турска освајања током 15. и 16. века довела су до промена у саставу становништва Хрватске и Славоније: један део бежи у суседне земље, док са турске територије у Босни и Србији долазе пребези; ови пребези постаће основа две војне организације у служби Хабсбуршке монархије: ускока и Војне крајине.
Након губитка Вировитице и Чазме 1552, краљ Фердинанд је образовао Славонску крајину (између Драве и Саве), која је 1553. добила сталну крајишку посаду од 2.791 војника о трошку Штајерске и Корушке (са 3 капетаније-Копривничка, Крижевачка и Иванићка) , и Хрватску крајину (од Саве до мора) у којој је Крањска издржавала 1.409 најамника (са 5 капетанија - Сињска, Бихаћка (до 1594), Огулинска, Храстовичка (до 1594) и Жумберак). На крањској територији организована је посебна капетанија за жумберачке ускоке. Одбрана Хрватске заснивала се на милитаризованој Хрватској и Славонској војној крајини са плаћеним посадама у градовима (већином састављеним од Немаца) и неплаћеном народном војском крајишника (већином пребега). 1558. ујединили су се сабори Хрватске и Славоније, подела на две бановине је укинута, а земља се од тада звала Краљевина Хрватска, Далмација и Славонија. У то време борбом против Турака истакли су се банови Никола Зрински (1542—56) и Петар Ердеди (1557—67) и крајишки врховни капетан Иван Ленковић.

#### Хрватска војска
Хрватску војску средином 16. века (након 1553) чинила су 3 дела:
- стајаћа, плаћеничка војска у Војној крајини, под командом Врховног Капетана (нем. оberster Feldhauptman), а од 1569. двојице потпуковника (нем. Oberstlieutnant) (за Хрватску и Славонију) које поставља лично краљ: 4.200 најамника (200 оклопних коњаника-аркебузира, 1.000 немачких и 1.000 домаћих пешака-харамија о трошку краља и сталежа Крањске и Штајерске, 600 лаких коњаника (хусара) и 400 харамија о трошку бана, и још 1.050 војника о трошку Врховног Капетана-који је морао бити знатан великаш). Осим тога, сво становништво Војне крајине било је ослобођено феудалних намета и подељено у војводства, која су у случају узбуне давала још 30-40 чета неплаћене народне војске-око 2.000 харамија и 500 хусара. Пешаци крајишке војске називали су се харамијама или ускоцима, и били су већином наоружани ватреним оружјем; од 3.000 харамија у Војној крајини у 16. веку, плаћених пребега (ускока) било је око 1.000, остатак су чинили домаћи људи.[3]
- феудална војска, тзв. бандерије, коњички одреди бана и појединих великаша. Хрватска је 1492. имала 20 бандерија (по 500 људи) са око 10.000 коњаника. Због турског освајања, средином 16. века број бандерија је спао на 12, а њихова величина на 400 људи (200 оклопника и 200 хусара)-укупно мање од 5.000 коњаника: после пораза у бици на Крбавском пољу 1493, ниједан великаш осим бискупа, кнезова Зринских и Франкопана није могао да скупи потпуну бандерију.[4]
- општи позив, тзв. општи, земаљски или пучки устанак (лат. insurrectio, generalis expeditio), на који се мора лично одазвати сваки племић и слободњак, и опремити 1 коњаника (са копљем, мачем и штитом) на 10 кметовских димњака, а на сваки димњак по 1-2 пушкара или стрелца.[4]

## Битка
Слуњ је био средњевековни град шестоугаоног облика, подигнут на брду при ушћу реке Слуњчице у Корану. Био је опасан зидом са 4 куле. До улазне куле налазио се чардак, преко кога се лествицама улазило у град. Одбрана градских зидова била је употпуњена дрвеним чардацима, а унутрашњи део града одбрамбеним ходником. Испред улаза у град налазила се стражарска кула. Угарско-хрватски краљ Бела III поклонио је 1193. подручје Слуња крчким кнезовима Франкопанима, а 1561. због непосредне турске опасности постаје краљевски град у саставу Хрватске војне крајине. Преко Слуња водио је један од турских операцијских праваца из Босне у подручје реке Саве или у Корушку. Турци су 1578. на краће време оосвојили Слуњ, уз који се ускоро развило насеље.
У јесен 1584. турске снаге из Босне под беглербегом Ферхад-пашом Соколовићем, јачине 8-10.000 људи, претежно коњаника, враћале су се у Босну преко Хрватске, са великим пленом и мноштвом робља после пустошења југоисточне Крањске. Врховни капетан Хрватске крајине Јосип Турн и бан Тома Бакач-Ердеди прикупили су 1.300 коњаника и 700 пешака и 26. октобра у долини Мочила близу Слуња изненадним бочним нападом и и ударом с леђа у кратком боју разбили Турке, одузели им сав плен и ослободили робље (око 600).

## Последице
Била је то једна од првих значајнијих победа хрватских снага над Турцима. По паду Бихаћа у турске руке 1592, Слуњ је постао истакнуто упориште Хрватске крајине на чијем су подручју често вођене борбе.